# قلعه حسن‌آباد (فریمان)
قلعه حسن‌آباد مربوط به دوره قاجار است و در شهرستان فریمان، روستای حسن‌آباد واقع شده و این اثر در تاریخ ۱۷ مرداد ۱۳۸۳ با شمارهٔ ثبت ۱۱۰۲۶ به‌عنوان یکی از آثار ملی ایران به ثبت رسیده‌است.